# Reloj (complemento)

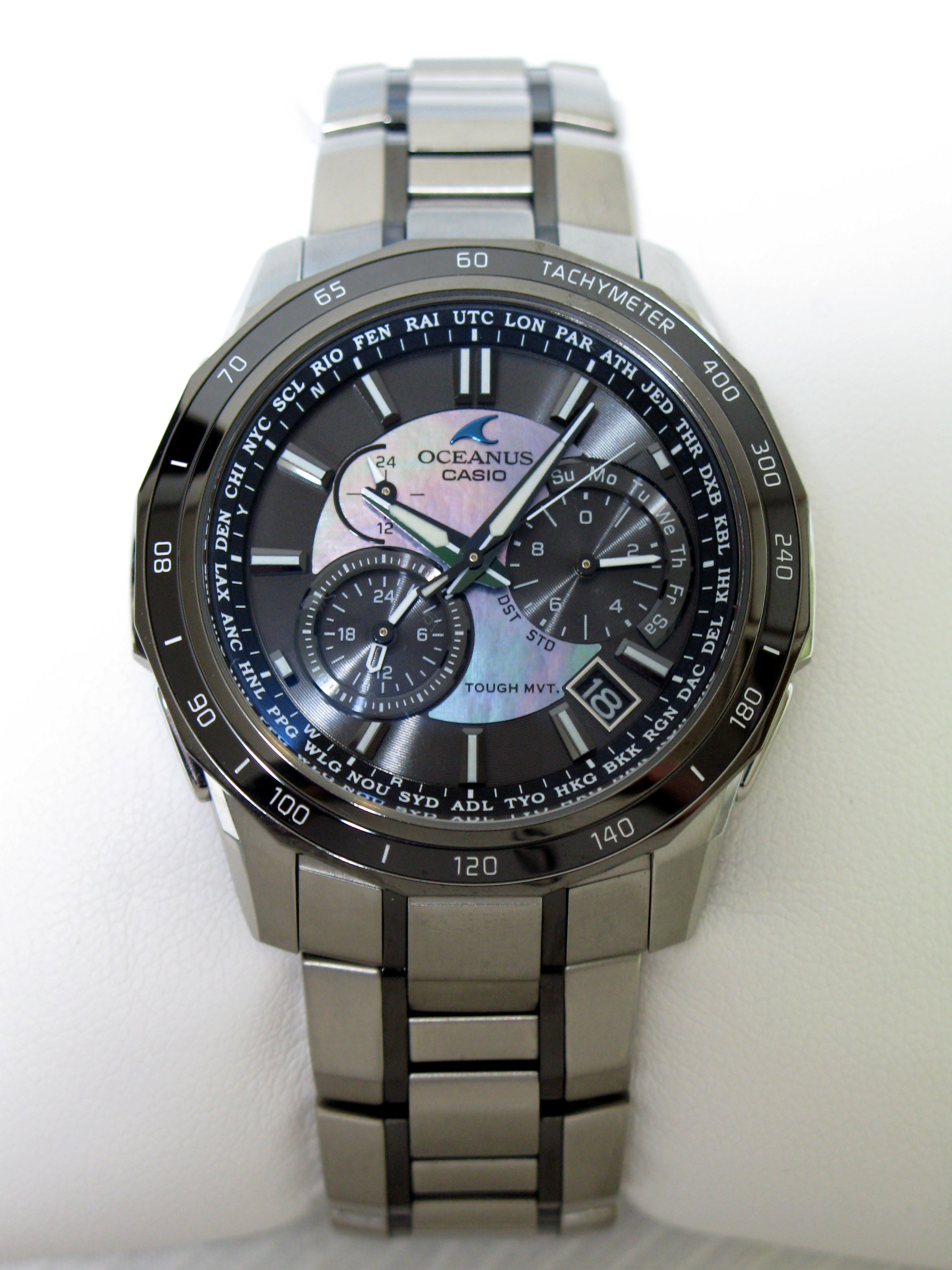
Reloj de pulsera moderno con sistema de carga de energía solar y Bluetooth

Un reloj es un complemento destinado a ser llevado o utilizado por una persona y que permite saber la hora. Está diseñado para mantener un movimiento constante a pesar de los movimientos provocados por las actividades de la persona. Un reloj de pulsera está concebido para llevarlo alrededor de la muñeca, sujetado con una correa de reloj u otro tipo de pulsera, incluidos los brazaletes metálicos, las correas de cuero o cualquier otro tipo de pulsera. Un reloj de bolsillo está diseñado para que una persona lo lleve en el bolsillo, a menudo enganchado a una cadena.
Los relojes modernos se desarrollaron en el siglo XVII a partir de los relojes de muelle, que aparecieron ya en el siglo XIV. Durante la mayor parte de su historia, el reloj fue un dispositivo mecánico, accionado por un mecanismo, alimentado por el bobinado de un resorte motor que contaba con un volante oscilante para medir el tiempo. Estos dispositivos se llaman relojes mecánicos. En la década de 1960 se inventó el reloj electrónico de cuarzo, que funcionaba con una batería y mantenía la hora mediante un cristal de cuarzo vibrante. En la década de 1980, el reloj de cuarzo se había apoderado de la mayor parte del mercado del reloj mecánico. Históricamente, esto se llamó la revolución del cuarzo (también conocida como crisis del cuarzo en Suiza). Los desarrollos de la década del 2010 incluyen los relojes inteligentes, que son dispositivos electrónicos elaborados de manera similar a un ordenador y diseñados para llevarlos en la muñeca. Generalmente incorporan funciones de cronometraje, aunque suelen ser variantes simplificadas de los denominados relojes inteligentes.
Por lo general, los relojes modernos suelen mostrar el día, la fecha, el mes y el año. Para los relojes mecánicos, en ocasiones se incluyen varias funciones adicionales llamadas "complicaciones", tales como las visualizaciones de las fases de la luna y los distintos tipos de tourbillon. Por otra parte, la mayoría de los relojes de cuarzo electrónicos incluyen funciones relacionadas con el tiempo, tales como temporizadores, cronógrafos y funciones de alarma. Además, algunos relojes modernos (como los relojes inteligentes) incorporan calculadoras, GPS y tecnología Bluetooth o tienen capacidades de control de la frecuencia cardíaca, y algunos dela tecnología de reloj de radio para corregir regularmente la hora.
La mayoría de los relojes que se utilizan principalmente para el cronometraje tienen movimientos de cuarzo. Sin embargo, los relojes de colección caros, que son más valorados por su elaborada artesanía, atractivo estético y diseño glamuroso que por su cronometraje, a menudo tienen movimientos mecánicos tradicionales, aunque son menos precisos y más caros que los electrónicos. A partir de 2018, el reloj más caro vendido nunca en la subasta fue el Patek Philippe Henry Graves Supercomplication, el reloj mecánico más complicado del mundo hasta 1989, que fue vendido por 24 millones de dólares americanos en Ginebra el 11 de noviembre de 2014. Desde diciembre de 2019, el reloj más caro nunca vendido en la subasta (y el reloj de pulsera) fue el Patek Philippe Grandmaster Chime Ref. 6300A-010, con 31,19 millones de dólares en Ginebra el 9 de noviembre de 2019.

## Historia

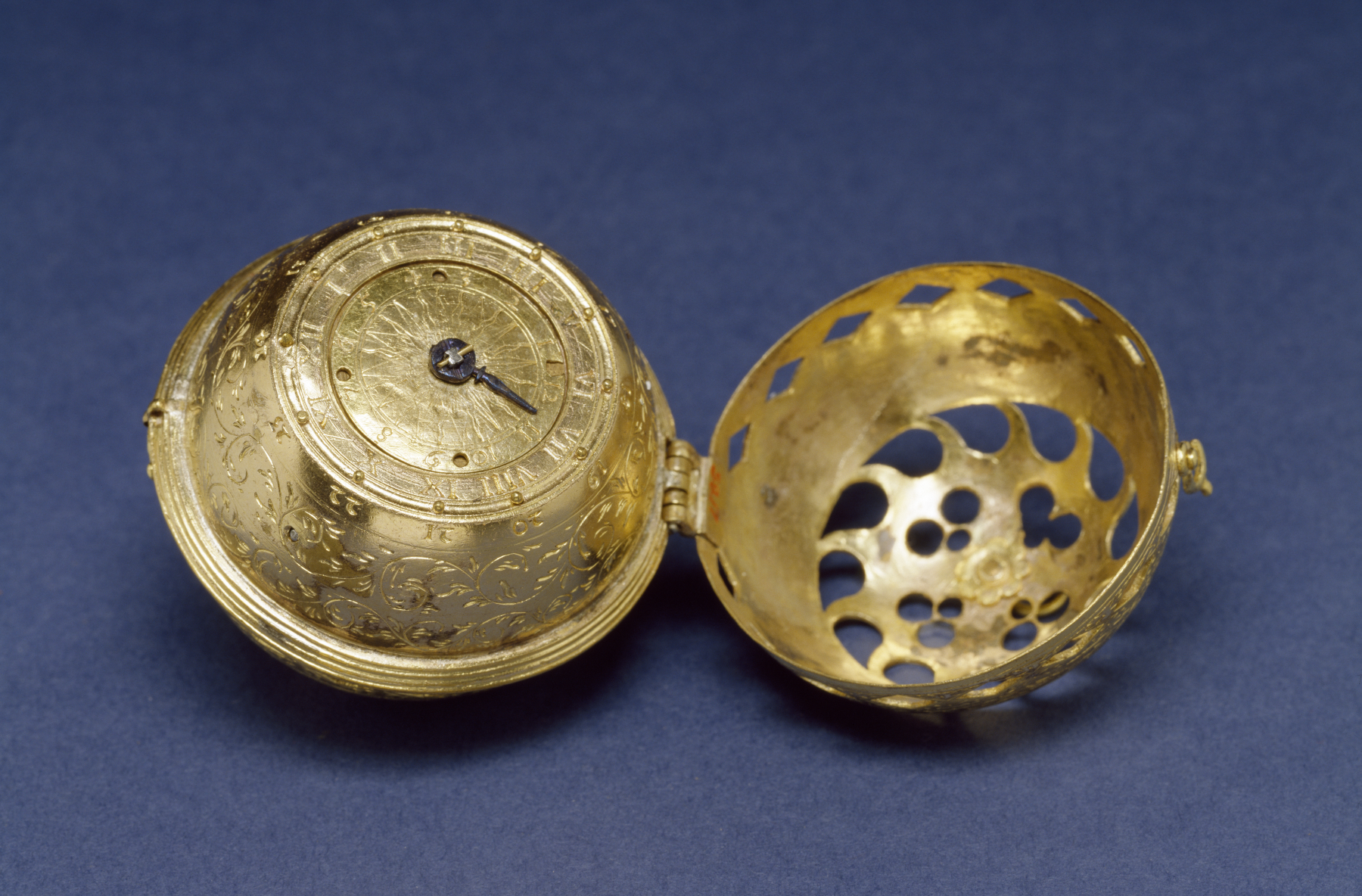
El reloj fechado más antiguo conocido, de 1530.

### Orígenes
Los relojes evolucionaron a partir de relojes portátiles accionados por resorte, que aparecieron por primera vez en la Europa del siglo XV. Los relojes no se usaron mucho en los bolsillos hasta el siglo XVII. Un relato sugiere que la palabra "reloj" en inglés (watch) proviene de la palabra en inglés antiguo woecce, que significa "vigilante", porque los vigilantes de la ciudad usaban la tecnología para realizar un seguimiento de sus turnos en el trabajo. Otro dice que el término proviene de los marineros del siglo XVII, quienes usaban los nuevos mecanismos para cronometrar la duración de sus relojes a bordo (turnos de trabajo).

### Evolución

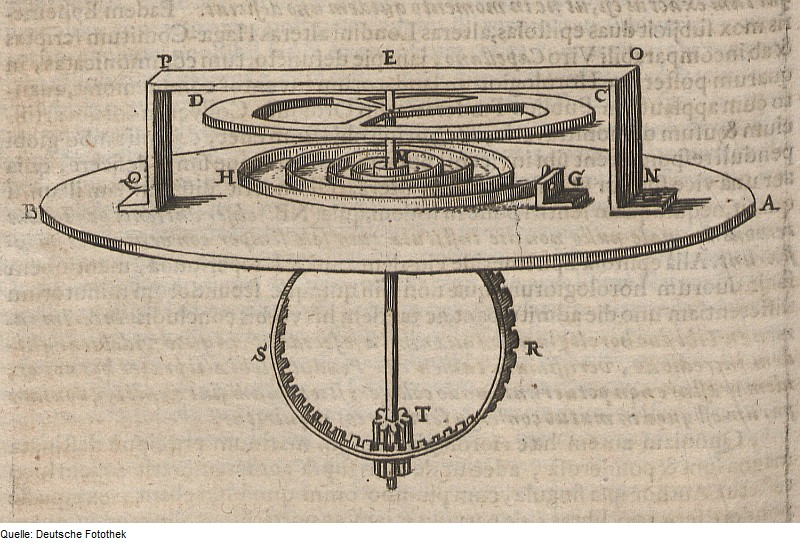
Dibujo de uno de sus primeros resortes de volante, unido a un volante, dibujo de Christiaan Huygens, publicado en su carta en el Journal des Sçavants del 25 febrero 1675. El uso del resorte de espiral (resorte regulador) para relojes marcó el comienzo de una nueva era en la precisión para los cronógrafos portátiles, similar a la que el péndulo había introducido para los relojes de pie y de mesa en 1656.

En 1657 se produjo un aumento en la precisión con la adición del resorte regulador al volante, un invento disputado tanto en ese momento como desde entonces entre Robert Hooke y Christiaan Huygens. Esta innovación aumentó enormemente la precisión de los relojes, reduciendo el error de quizás varias horas por día a unos 10 minutos por día, lo que resultó en la adición del minutero a la esfera alrededor de 1680 en Gran Bretaña y alrededor de 1700 en Francia.
La mayor precisión del volante centró la atención en los errores causados por otras partes del movimiento, lo que provocó una ola de innovación relojera de dos siglos. Lo primero que había que mejorar era el mecanismo de escape. El escape de borde fue reemplazado en relojes de calidad por el escape de cilindro, inventado por Thomas Tompion en 1695 y desarrollado por George Graham en la década de 1720. Las mejoras en la fabricación, como la máquina cortadora de dientes ideada por Robert Hooke, permitieron cierto aumento en el volumen de producción de relojes, aunque el acabado y el montaje todavía se hizo a mano hasta bien entrado el siglo XIX.

Una de las principales causas de error en los relojes con volante, causada por los cambios en la elasticidad del resorte del volante debido a los cambios de temperatura, se resolvió con el volante bimetálico con compensación de temperatura inventado en 1765 por Pierre Le Roy y mejorado por Thomas Earnshaw (1749-1829). El escape de palanca, el avance tecnológico más importante, aunque fue inventado por Thomas Mudge en 1759 y mejorado por Josiah Emery en 1785, se empezó a utilizar gradualmente a partir de 1800, principalmente en Gran Bretaña.

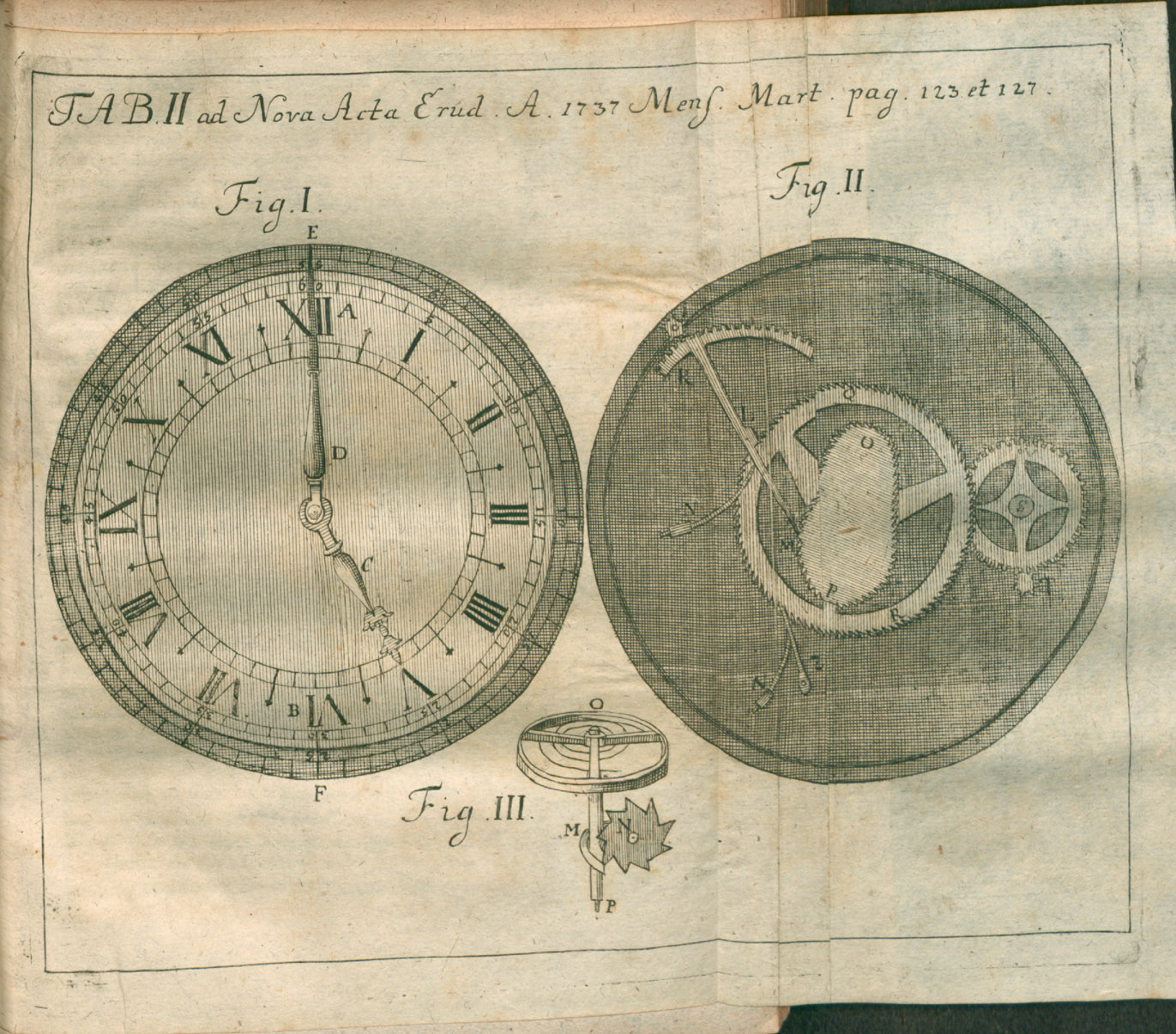
Un reloj dibujado en Acta Eruditorum, 1737

Los británicos predominaron en la fabricación de relojes durante gran parte de los siglos XVII y XVIII, pero mantuvieron un sistema de producción orientado a productos de alta calidad para la élite. Aunque la British Watch Company intentó modernizar la fabricación de relojes con técnicas de producción en masa y la aplicación de herramientas y maquinaria de duplicación en 1843, fue en los Estados Unidos donde este sistema despegó. Aaron Lufkin Dennison abrió una fábrica en 1851 en Massachusetts que usaba piezas intercambiables, y en 1861 operaba una empresa exitosa, incorporada como Waltham Watch Company.

### Relojes de pulsera

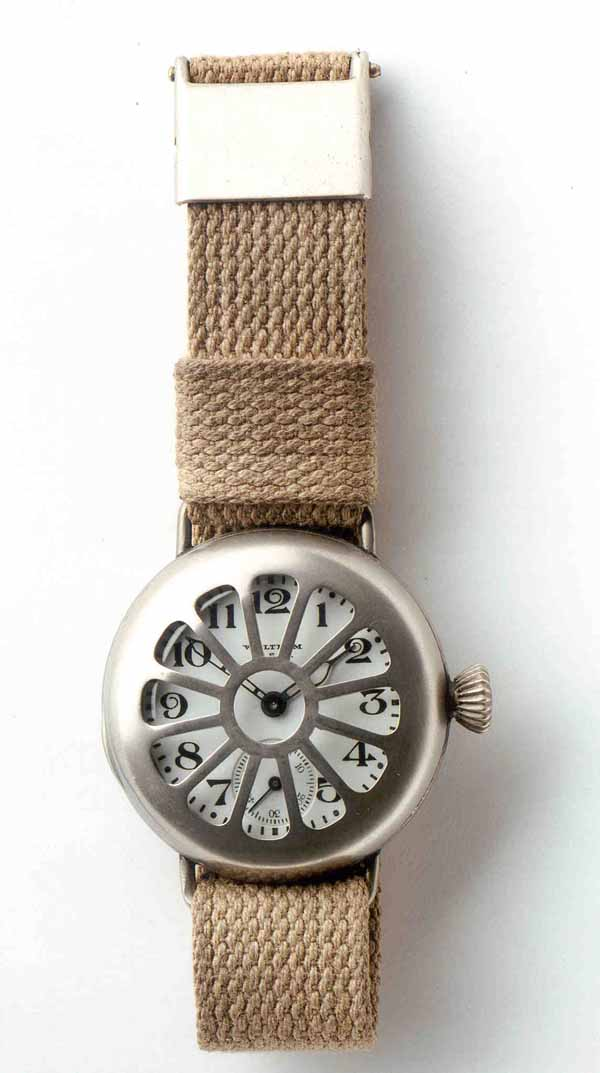
Antiguo reloj de pulsera de Waltham, usado por soldados en la Primera Guerra Mundial (Museo Alemán del Reloj).

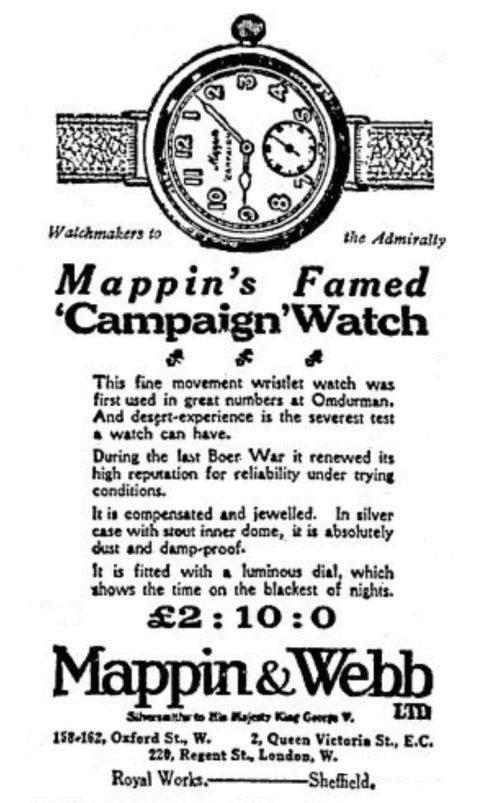
El reloj de pulsera de Mappin & Webb, anunciado como si estuviera en producción desde 1898.

El concepto de reloj de pulsera se remonta a la producción de los primeros relojes en el siglo XVI. En 1571, Isabel I de Inglaterra recibió un reloj de pulsera, descrito como un "reloj armado", de manos de Robert Dudley. El reloj de pulsera más antiguo que se conserva (entonces descrito como un "reloj de pulsera") es uno fabricado en 1806 y entregado a Joséphine de Beauharnais. Desde el principio, los relojes de pulsera fueron usados casi exclusivamente por mujeres; los hombres usaron relojes de bolsillo hasta principios del siglo XX. En 1810, el relojero Abraham-Louis Breguet fabricó un reloj de pulsera para la reina de Nápoles. El primer reloj de pulsera suizo fue fabricado por el relojero suizo Patek Philippe, en el año 1868 para la condesa Koscowicz de Hungría.
Los militares usaron relojes de pulsera por primera vez a fines del siglo XIX, reconociendo cada vez más la importancia de sincronizar las maniobras durante la guerra sin revelar potencialmente los planes al enemigo a través de señales. La Garstin Company de Londres patentó un diseño de "reloj de pulsera" en 1893, pero probablemente produjo diseños similares a partir de la década de 1880. Los oficiales del ejército británico comenzaron a usar relojes de pulsera durante las campañas militares coloniales en la década de 1880, y durante la guerra anglo-birmana de 1885. Durante la primera guerra de los bóeres de 1880-1881, la importancia de coordinar los movimientos de las tropas y sincronizar los ataques contra los insurgentes bóeres altamente móviles se volvió primordial y, posteriormente, el uso de relojes de pulsera se generalizó entre la clase de oficiales. La empresa Mappin & Webb comenzó la producción de su exitoso "reloj de campaña" para soldados durante la campaña en Sudán en 1898 y aceleró la producción para la Segunda Guerra de los Bóeres de 1899-1902 unos años más tarde. En Europa continental, Girard-Perregaux y otros relojeros suizos comenzaron a suministrar relojes de pulsera a los oficiales navales alemanes alrededor de 1880.
Los primeros modelos eran esencialmente relojes de bolsillo estándar equipados con una correa de cuero, pero a principios del siglo XX, los fabricantes comenzaron a producir relojes de pulsera especialmente diseñados. La empresa suiza Dimier Frères & Cie patentó en 1903 un diseño de reloj de pulsera con las ahora estándar asas de alambre.
En 1904, Louis Cartier (véase Cartier) fabricó un reloj de pulsera para que su amigo Alberto Santos-Dumont pudiera comprobar el rendimiento de vuelo de su dirigible mientras mantenía ambas manos en los controles, ya que resultaba difícil con un reloj de bolsillo. Cartier todavía comercializa una línea de relojes y gafas de sol Santos-Dumont.
En 1905, Hans Wilsdorf se mudó a Londres y estableció su propio negocio, Wilsdorf & Davis, con su cuñado Alfred Davis, proporcionando relojes de calidad a precios asequibles; la compañía se convirtió en Rolex en 1915. Wilsdorf fue uno de los primeros en convertirse a los relojes de pulsera y contrató a la firma suiza Aegler para producir una línea de relojes de pulsera.
El impacto de la Primera Guerra Mundial de 1914-1918 cambió drásticamente la percepción pública sobre la idoneidad del reloj de pulsera para hombre y abrió un mercado masivo en la era de la posguerra. La táctica de artillería de bombardeo progresivo, desarrollada durante la guerra, requería una sincronización precisa entre los artilleros y la infantería que avanzaba detrás del bombardeo. Los relojes de servicio producidos durante la guerra fueron especialmente diseñados para los rigores de la guerra de trincheras, con esferas luminosas y cristal irrompible. La Oficina de Guerra comenzó a entregar relojes de pulsera a los combatientes a partir de 1917. Al final de la guerra, casi todos los hombres alistados usaban un reloj de pulsera, y después de que fueron desmovilizados, pronto se puso de moda: el British Horological Journal escribió en 1917 que "el reloj de pulsera era poco usado por el sexo más severo antes la guerra, pero ahora se ve en la muñeca de casi todos los hombres uniformados y de muchos hombres vestidos de civil". En 1930, el reloj de pulsera superaba con creces al reloj de bolsillo en cuota de mercado en una proporción decisiva de 50:1. John Harwood inventó el primer sistema de cuerda automática exitoso en 1923.